# Добрин (Изяславский район)
Добрин (укр. Добрин) — село в Изяславском районе Хмельницкой области Украины.
Население по переписи 2001 года составляло 548 человек. Почтовый индекс — 30316. Телефонный код — 3852. Занимает площадь 2,167 км². Код КОАТУУ — 6822184503.

## Местный совет
30314, Хмельницкая обл., Изяславский р-н, с. Мякоты, ул. Чулкова, 3